# (Entre paréntesis)
«Entre paréntesis» (estilizado «(Entre paréntesis)») es una canción de la cantautora colombiana Shakira y el grupo tejano Grupo Frontera. Fue lanzada el 25 de marzo de 2024 a través de Sony Music Latin, como el séptimo sencillo del duodécimo álbum de estudio del primero, Las mujeres ya no lloran (2024). Es la segunda vez que Shakira se adentra en el regional mexicano, luego de «El jefe», sencillo también incluido dentro del álbum.

## Antecedentes y lanzamiento
El 15 de febrero de 2024, Shakira reveló oficialmente su nuevo álbum titulado Las mujeres ya no lloran. Semanas después, el 29 de febrero de ese mismo año, la cantante compartió en sus redes sociales los nombres de las canciones nuevas del álbum, donde «(Entre paréntesis)» se incluyó como la quinta pista.
Grupo Frontera presentó un video teaser de la canción cuando realizaba una presentación en el festival Bésame Mucho, que se llevó a cabo el 2 de marzo en la ciudad de Austin, Texas. El video mostraba a Shakira quién compartió un mensaje con el público del concierto, presentando un adelanto de la canción. Luego de eso, la banda tocó un fragmento de la canción y terminó la interpretación con la frase «Grupo Frontera con la Loba».
En una entrevista para Billboard, Grupo Frontera proclamó su emoción por trabajar con Shakira, y agregó que «son fans suyos desde que tienen uso de razón, ella siempre ha estado en lo más alto y ha sido un honor haber colaborado con ella». La propia Shakira llamó a la canción «[su] pequeño homenaje al género regional mexicano que [a ella] le gusta tanto».
Tras el lanzamiento del álbum, el 25 de marzo de ese mismo año, anunció ese mismo día, el estreno del videoclip oficial, confirmando que sería el séptimo corte del álbum.

## Recepción
Silvia Sánchez de Red Uno predijo basándose únicamente en el fragmento que la canción sería un éxito tanto en el género regional mexicano como en el pop. Suzy Exposito de Rolling Stone llamó a la canción «cumbia de abatimiento» y tomó nota de la «vulnerabilidad» de Shakira en la pista. Billboard describió la canción como «cumbia norteña melancólica» y la calificó como la tercera mejor canción del álbum. Thanka García de Variety reflexionó sobre la canción que muestra el «compromiso de Shakira con el estudio del panorama pop latino actual» junto con los sencillos «Monotonía» y «El jefe». Lucas Villa de NME resumió la canción como una «lágrima norteña-cumbia». María Porcel de El País afirmó que es una de las «canciones más personales» de Shakira, observando cómo Grupo Frontera llama a Shakira «La Loba» al final de la canción, y Shakira cerrando la canción «con su clásico aullido». Tras el lanzamiento de la canción como sencillo, G. Pacheco de Excelsior enfatizó como «(Entre paréntesis)» «ya se perfila como un himno de empoderamiento y pasión».

## Música y letra
Musicalmente, «(Entre paréntesis)» es una canción de cumbia norteña regiomontana con elementos tejanos. La lírica expresa las vivencias finales de una relación amorosa, los momentos cuando la relación está por terminar: una historia de desamor.

## Audio
Un video del audio de la canción fue subido al canal de YouTube de Shakira el 22 de marzo de 2024, junto con los demás audios de otras canciones que se estrenaron simultáneamente con el lanzamiento de Las mujeres ya no lloran.

## Video musical
El video musical de «(Entre paréntesis)» fue lanzado el 25 de marzo de 2024, solo tres días después del lanzamiento del álbum. El video tiene escenas, la primera de las cuales presenta un taller mecánico donde Shakira es operadora, y la segunda es un concierto de Grupo Frontera, donde ella sube al escenario y electriza al público con su actuación.

## Charts
| Chart (2024)                              | Peak position |
| ----------------------------------------- | ------------- |
| Bolivia (Monitor Latino)                  | 1             |
| IFPI C.A (Monitor Latino)                 | 8             |
| Costa Rica (Monitor Latino)               | 5             |
| El Salvador (Monitor Latino)              | 1             |
| Guatemala (Monitor Latino)                | 9             |
| México (Monitor Latino)                   | 1             |
| Nicaragua (Monitor Latino)                | 14            |
| Perú (Monitor Latino)                     | 12            |
| Uruguay (Monitor Latino)                  | 17            |
| Estados Unidos (Bubbling Under Hot 100)   | 20            |
| Estados Unidos (Hot Latin Songs)          | 22            |
| Estados Unidos (Latin Airplay)            | 1             |
| Estados Unidos (Regional Mexican Airplay) | 1             |
| Estados Unidos (Monitor Latino)           | 3             |